# دو-دودونپا
الگو:Infobox roller coaster
دو-دودونپا (به ژاپنی: ド･ドドンパ Dodonpa)، یک ترن هوایی فولادی واقع در فوجی-کیو هایلند در فوجییوشیدا، فوجی‌یوشیدا، یاماناشی، ژاپن بود. ساخته شده توسط S&S – فن آوری‌های سانسی، ترن هوایی پرتاب شده از هوای فشرده برای به حرکت درآوردن قطارهای خود استفاده می‌کرد. در ۲۱ دسامبر ۲۰۰۱ به عنوان سریع‌ترین ترن هوایی جهان با سریع‌ترین شتاب افتتاح شد و در ۱٫۸ ثانیه به حداکثر سرعت ۱۷۲ کیلومتر در ساعت (۱۰۶٫۹ مایل در ساعت) رسید.
در سال ۲۰۲۴پارک تفریحی فوجی-کیو هایلند حذف ترن هوایی معروف دو-دودونپا را اعلام کرد که از اوت ۲۰۲۱ به دنبال حوادث متعددی که منجر به مجروح شدن مردم شده بود و از آن زمان بسته شده بود.